# Crocidura cranbrooki
Crocidura cranbrooki (білозубка Кренбрука) — дрібний ссавець, вид роду білозубка (Crocidura) родини мідицеві (Soricidae) ряду мідицеподібні (Soriciformes). Цей вид названий на честь Джона Девіда Гаторна-Харді, четвертого графа Кранбрука.

## Опис
Проміжний в розмірі між більшим C. fuliginosa і меншими C. attenuata і C. sokolovi. Хвіст довгий і тонкий, луски видно. Спинна шерсть коричневого кольору, окремі волоски з сірими основами і коричневими кінчиками, черевний волосяний покрив темно-сіро-коричневий, блідіший, ніж спина, окремі волоски з сірою основою та жовто-коричневими кінчиками. Хвіст довгий і тонкий, 81%–108% від довжини голови і тіла; світлий з темними плямами по довжині хвоста; щетинисте волосся на периферійних 30% хвоста; лускові волосини бліді, короткі, тонкі. Руки і ноги світло-брунатні з більш темною смугою вздовж внутрішньої бічної межі кінцівки і пальців.

## Поширення
Мешкає у північній частині М'янми. Crocidura cranbrooki була знайдена в помірних широколистяних і змішаних лісах, а також у більш тропічних і субтропічних вологих широколистяних лісах.